# Anni Albers
Anni Albers (* 12. Juni 1899 als Annelise Else Frieda Fleischmann in Charlottenburg bei Berlin, Königreich Preußen, Deutsches Reich; † 9. Mai 1994 in Orange, Connecticut, USA) war eine deutsch-amerikanische Textilkünstlerin, Weberin und Grafikerin. Sie zählt zu den Künstlern und Lehrern des Bauhauses. Nach ihrer Emigration in die USA in der Zeit des Nationalsozialismus unterrichtete sie Weberei am Black Mountain College, North Carolina, und war als Künstlerin tätig.

## Leben und Werk

### Herkunft, Studium und Bauhaus

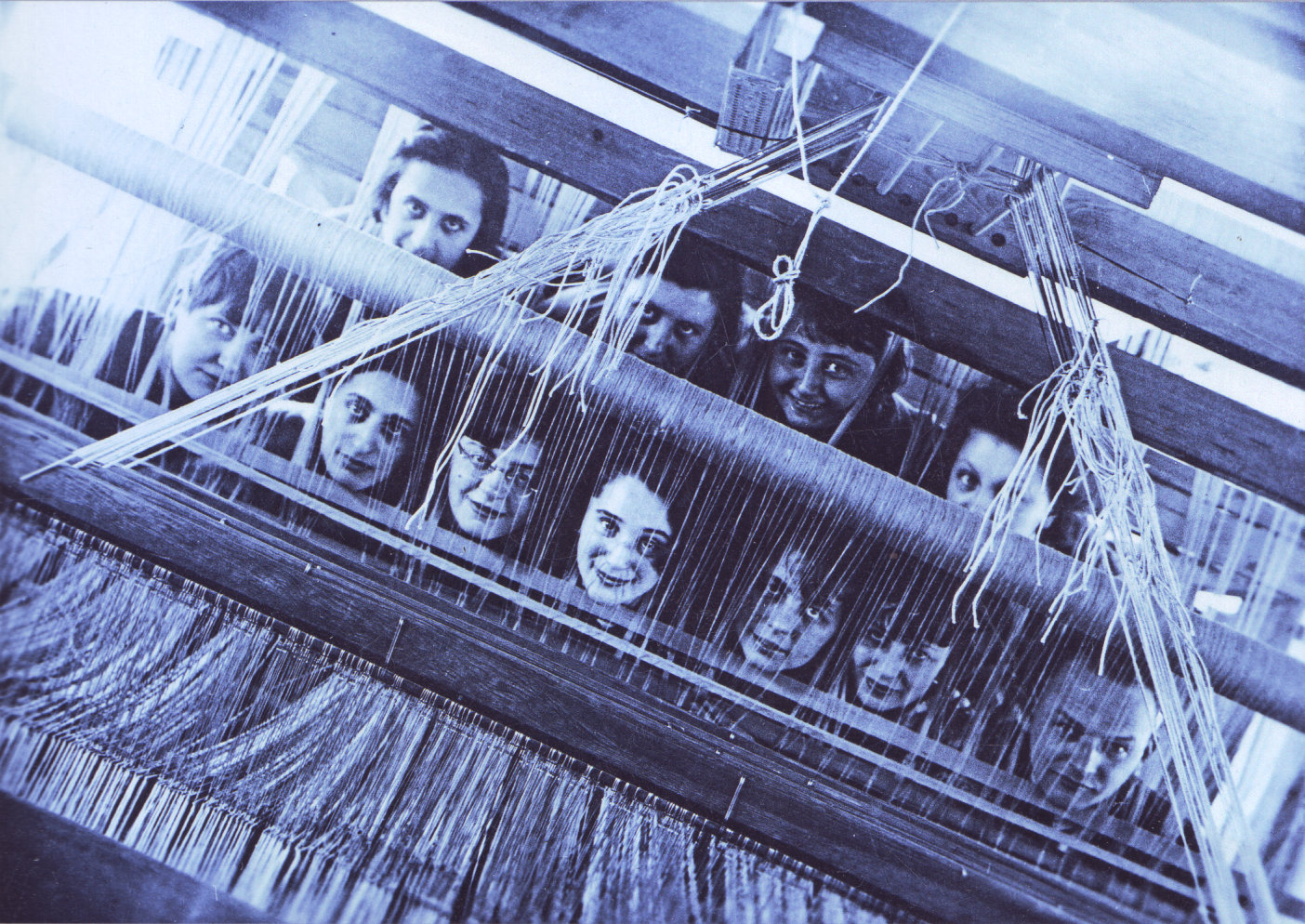
Anni Albers (untere Reihe, 2. von links), Weberinnen und Webmeister der Webereiklasse in Dessau

Annelise Fleischmann wurde in Charlottenburg in eine großbürgerliche Familie hineingeboren und protestantisch getauft. Ihre Mutter, Toni Fleischmann-Ullstein, war eine Tochter des deutsch-jüdischen Verlegers Leopold Ullstein, ihr Vater, Siegfried Fleischmann, war Möbelfabrikant. Während der Schulzeit erhielt Anni Fleischmann privaten Kunstunterricht. Im Alter von siebzehn Jahren trat sie in das von Martin Brandenburg geführte Studienatelier für Malerei und Plastik in Berlin ein und absolvierte dort bis 1919 eine dreijährige künstlerische Ausbildung. Nachdem sie, als Frau in der Kunst, an der Dresdner Akademie für Malerei vom Professor Oskar Kokoschka als Malerin abgelehnt wurde, ging sie für das Studienjahr 1921/22 nach Hamburg an die Kunstgewerbeschule. Dort besuchte sie den Unterricht von Friedrich Adler.
Im April 1922 nahm Fleischmann ein Studium am Staatlichen Bauhaus in Weimar auf. Sie besuchte zunächst die Grundlehre bei Georg Muche und den Vorkurs bei Johannes Itten. Obwohl sie auch am Bauhaus gerne Malerei gelernt hätte, begann sie ab April 1923 gegen ihren Willen als Lehrling in der Werkstatt für Weberei. 1925, im Jahr des Umzugs der Schule nach Dessau, heiratete sie ihren Kommilitonen Josef Albers, zu dieser Zeit bereits Jungmeister. In der Weberei fertigte Fleischmann unter der Leitung von Gunta Stölzl Wandbehänge, Meterstoffe und Teppiche. 1928/29 und 1930/31 leitete Fleischmann die Klasse wiederholt stellvertretend, ab Herbst 1931 auch für ein Semester kommissarisch. Da Stölzl in Dessau das Weben von Textilien auf eine zunehmende industrielle Fertigung und Verwendung ausrichtete, schuf Albers für ihre Abschlussarbeit 1929/30 einen Wandbehang als „(ein) lichtreflektierendes, schalldämpfendes und leicht zu reinigendes Material aus Baumwolle und Cellophan“ für die Aula der Bundesschule des Allgemeinen Deutschen Gewerkschaftsbundes in Bernau.
1930 entwarf sie ein „weiß grundiertes Imprimékleid“.

### Emigration in die USA, Lehre am Black Mountain College und künstlerische Tätigkeit

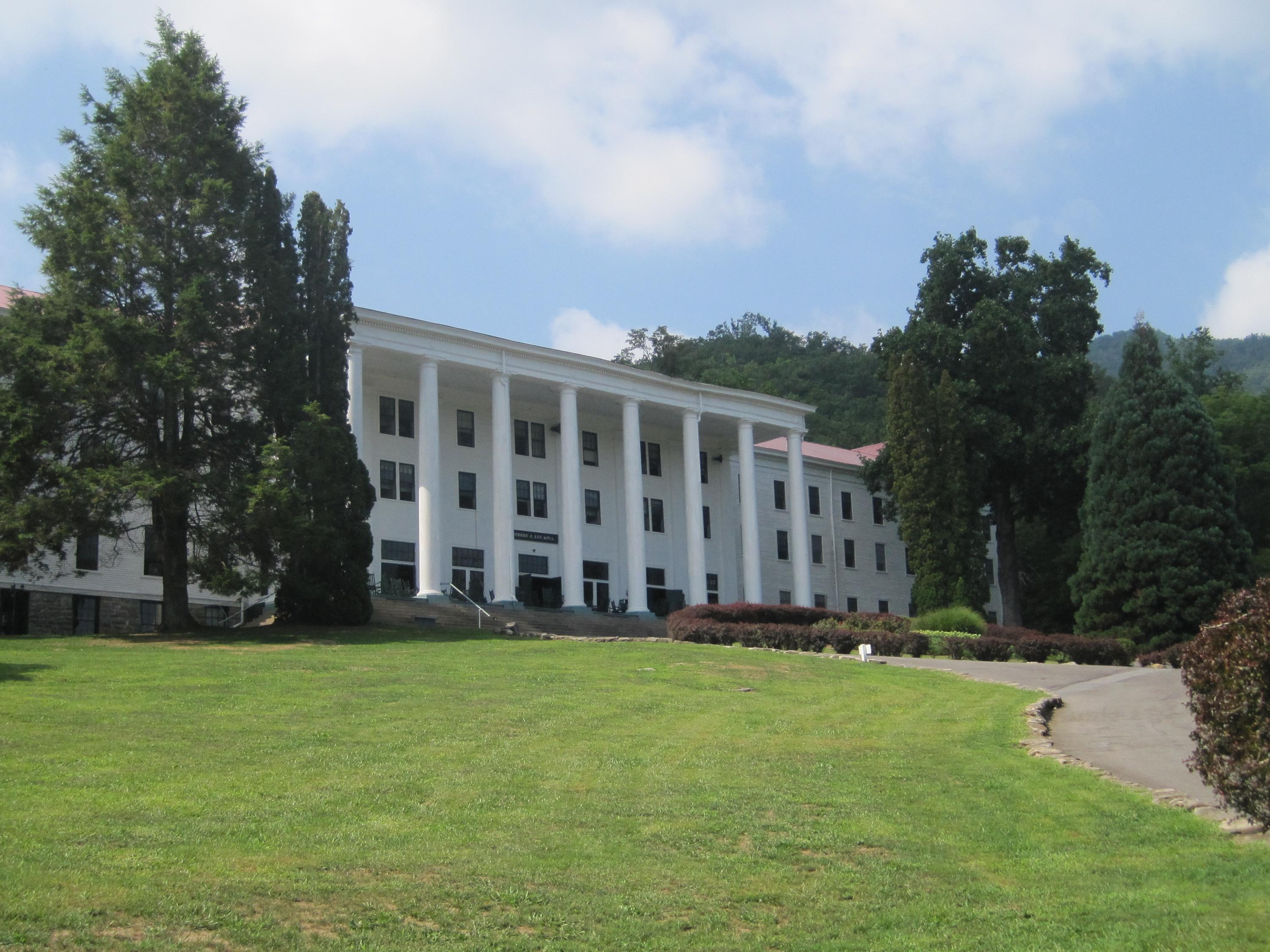
Das Black Mountain College war von 1933 bis 1941 im Blue Ridge Anwesen mit Robert E. Lee Hall und ehemaliger Jugendherberge (YMCA) ansässig (2010)

Nach der Machtergreifung Adolf Hitlers 1933 mussten Ludwig Mies van der Rohe und sein Stellvertreter Josef Albers das ab 1932 in einer alten Tapetenfabrik in Berlin-Lichterfelde ansässige Bauhaus aufgeben; Anni und Josef Albers emigrierten noch im selben Jahr mit Unterstützung und Empfehlung des Architekten Philip Johnson in die USA an die 1933 neugegründete Kunsthochschule Black Mountain College, North Carolina. Hier wurden in Anlehnung an das Bauhaus Lehre und Studium im Austausch von Wissenschaft und Kunst in gemeinsamen Projekten von bildnerischer Gestaltung, Theater, Musik, Literatur, Mathematik und Architektur ausgeübt. Anni Albers lehrte von 1939 bis 1949 als Assistant Professor Weberei. Zudem arbeitete sie als selbständige Textildesignerin von handgewebten und maschinell gefertigten Stoffen. Nach ihrem ersten Aufenthalt 1935 auf Kuba und in Mexiko mit ihrem Mann wurde ihr Schaffen zunehmend durch die traditionellen Webmuster und -techniken Lateinamerikas beeinflusst, die sie auf ihren insgesamt 14 Reisen sammelte und studierte. 1949 war ihr als erster Textilkünstlerin eine Einzelausstellung im Museum of Modern Art in New York gewidmet.
1950, nach dem Wechsel von Josef Albers an die Yale University, zog das Ehepaar nach Connecticut. Von 1950 bis 1962 arbeitete Anni Albers als freischaffende Weberin. Da sie die Webkunst aufgrund der industriellen Produktionsweisen für eine überholte angewandte Kunst ansah, gab sie das Handwerk auf, wandte sich der abstrakten Grafik zu und entwarf ab 1959 für Florence Knolls Firma, ab 1978 für Sunar-Textilien, Serien abstrakter, geometrisch gemusterter Textilien.
Als eines ihrer Hauptwerke gilt das Holocaust-Mahnmal Six Prayers (1966/67): „Das fast zwei Meter hohe und drei Meter breite Bildgewebe aus Baumwolle, Leinen, Bast und Metallgarn […] ist im Auftrag des Jewish Museum/New York entstanden. […] Es steht exemplarisch für ihre große künstlerische Leistung: die enge Verzahnung von abstrakter Kunst mit der traditionsreichen Kulturtechnik des Webens. Mit diesem subtilen Gewebe aus zumeist grauen, braunen und beigefarbenen Fäden, in das silbernes Metallgarn hellere Akzente setzt, wollte Anni Albers eine meditative Gedenkstätte für die Opfer des Holocaust schaffen. In den Grund hat die Künstlerin weiße und schwarze Fäden eingewoben, deren Spuren wie ein nicht entzifferbarer Text anmuten.“
Das künstlerische Erbe von Anni und Josef Albers wird seit 1971 von der Josef & Anni Albers Foundation bewahrt und vermittelt.

## Rezeption
1961 ehrte das American Institute of Architects (AIA) Anni Albers mit einer Goldmedaille für ihre Arbeit. Die Kunstsammlung Nordrhein-Westfalen und die Tate Modern in London präsentierten 2018/19 Anni Albers in der ersten großen Ausstellung ihrer Arbeiten seit langem als „überfällige Anerkennung von Albers’ zentralem Beitrag zu moderner Kunst und Design“. Der Kunstkritiker Adrian Searle gab der Ausstellung in seiner begeisterten Besprechung in The Guardian fünf von fünf möglichen Sternen.
„Das große Dilemma ihres Lebens hat Anni Albers selbst einmal auf den Punkt gebracht. ‚Wenn eine Arbeit mit Fäden entsteht, dann wird sie als Handwerk betrachtet; auf Papier wird sie als Kunst angesehen.‘“, so Hannah Pilarczyk 2018 im Spiegel. Denn „obwohl Gründungsdirektor Walter Gropius Gleichbehandlung als Maxime ausgegeben hatte, konnten nur die männlichen Studenten wählen, ob sie sich auf die Arbeit mit Holz, Metall, Ton, Papier oder Glas spezialisieren wollten. Frauen wurde die Textilwerkstatt gewissermaßen zugeteilt.“ Was, wenn Anni Albers, „die sich erst im letzten Drittel ihres Lebens dem Drucken zuwandte, früher zum Papier gefunden hätte?“, spekuliert Pilarzcyk. „Die große Ausstellung, die das K20 in Düsseldorf ihr nun vor Beginn des Bauhaus-Jubiläumsjahres 2019 widmet, legt es nahe: Albers hätte sich nicht nur als herausragende Handwerkerin und wichtigste Künstlerin des Bauhauses, sondern als eine der größten Künstlerinnen des 20. Jahrhunderts überhaupt in die Geschichte eingeschrieben.“

### In der Populärkultur
In Sten Nadolnys Ullsteinroman (2003) heißt es: „Anni … war in der Fleischmann-Familie die schwierigste. Sie war auch die Schönste, eine Femme fatale ersten Ranges … Bohémienne wollte sie sein, Revolutionärin, Künstlerin.“ 

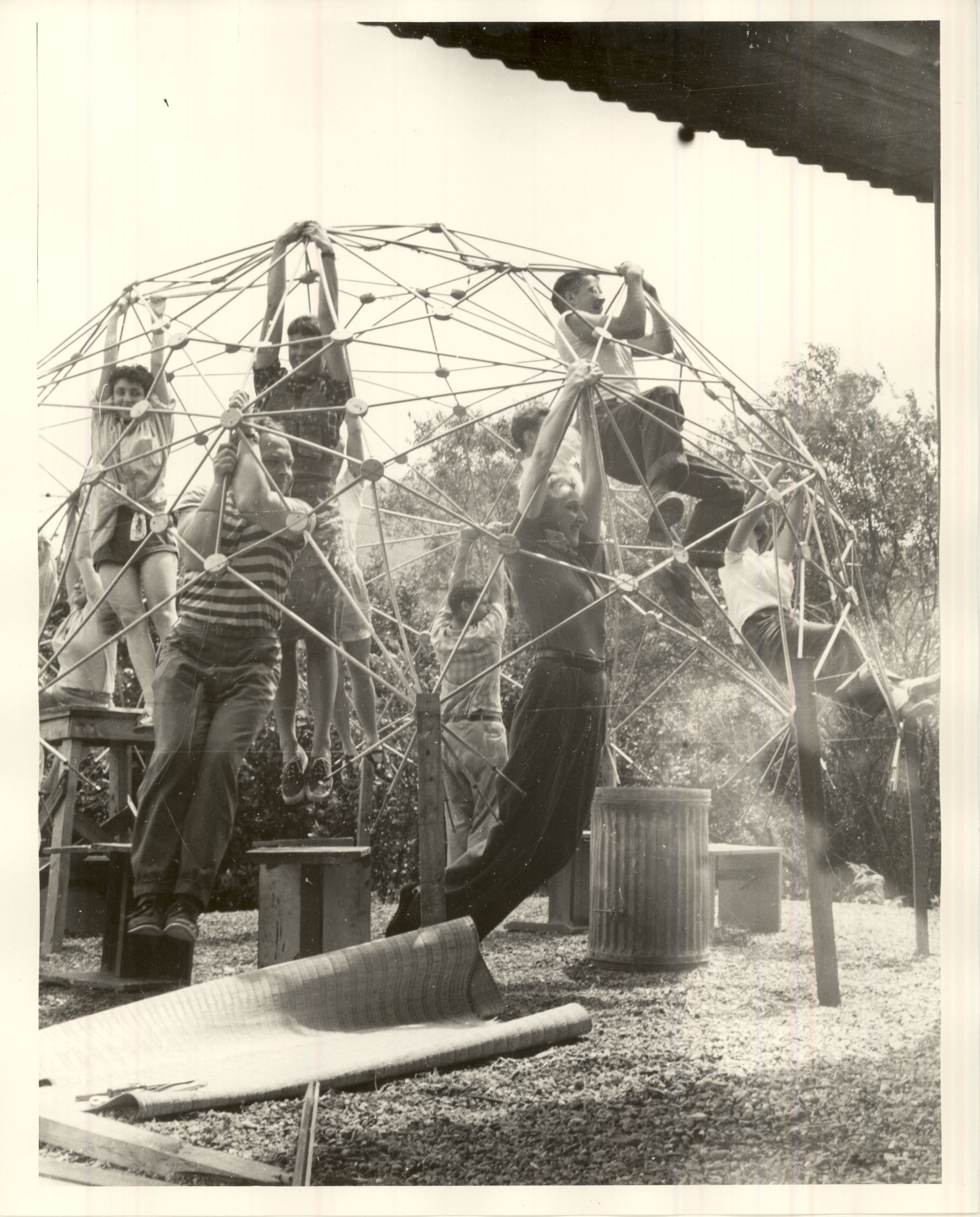
Black Mountain College: Projektstudium und Experiment

## Posthume Ehrungen
- Im Münchener Stadtbezirk Schwabing-Freimann ist seit dem 5. April 2001 eine Straße nach Anni Albers benannt.[14]
- Im Bremer Stadtteil Neustadt wurde 2019 ein Park nach Anni Albers benannt.[15]
- In Bottrop wurde 2021 der Platz vor dem Museum Quadrat nach Anni Albers benannt.[16]
- In Nordhorn wurde am 26. April 2023 durch den Stadtrat beschlossen, eine Straße in dem Neubaugebiet Oorde-Südufer nach Anni Albers zu benennen (Anni-Albers-Weg).[17]
- 2024 wurde Anni Albers von der Suchmaschine Google mit einem Doodle gewürdigt.[18]
- Die Berufsschule Frankfurter Schule für Bekleidung und Mode benannte sich 2024 im Rahmen einer Fusion mit der Gutenbergschule Frankfurt am Main in Anni-Albers-Schule für Mode, Medien und Gestaltung um.
- Seit 2015 ist in Weimar ein Straßenstück als "Anni-Albers-Weg" benannt.[19]

## Bibliographie (Auswahl)
- Anni Albers: On Designing. Pellango Press, New Haven 1959, 1965, 2003.
- Anni Albers: On Weaving. Wesleyan University Press, Middletown, CT, 1965.
- Anni Albers, Ignacio Bernal u. a.: Pre-Columbian Mexican Miniatures. The Josef and Anni Albers Collection. Praeger, New York, Washington 1970.
- Anni Albers: Bildweberei, Zeichnung, Druckgrafik. Ausstellungskatalog. Düsseldorf. Kunstmuseum; Berlin Bauhaus-Archiv, 1975.